# Mare Humorum

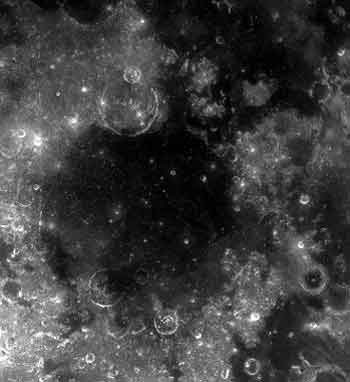
De Mare Humorum en omgeving. Er zijn een aantal "verbindingen" met de Oceanus Procellarum in het noorden. De grote krater ten noorden van de mare is Gassendi. De krater aan de zuidwestelijke rand is Doppelmayer. De lichte inkeping in de mare vanuit het zuidoosten is Promontorium Kelvin.

Mare Humorum (Latijn: Zee der vochtigheid) is een mare in het zuidwestelijk gedeelte van de naar de Aarde toegekeerde kant van de Maan.

## Beschrijving
De mare is gevormd in een inslagbekken met een diameter van 825 kilometer. Het inslagbekken is gevuld met een dikke laag basalt, waarvan wordt aangenomen dat hij meer dan drie kilometer dik is in het midden van het bekken. Er zijn nooit stenen uit deze mare teruggebracht naar de aarde, waardoor de precieze ouderdom van het basalt niet bekend is, maar geologische waarnemingen wijzen erop dat de ouderdom tussen die van Mare Imbrium en Mare Nectaris in zit en rond de 3,9 miljard jaar is.

## Locatie
Mare Humorum is een relatief kleine ronde mare ten zuiden van de Oceanus Procellarum en ten westen van de Mare Nubium. Aan de noordelijke rand van Mare Humorum ligt de grote inslagkrater Gassendi, die ooit is overwogen als mogelijke landingsplek voor Apollo 17.

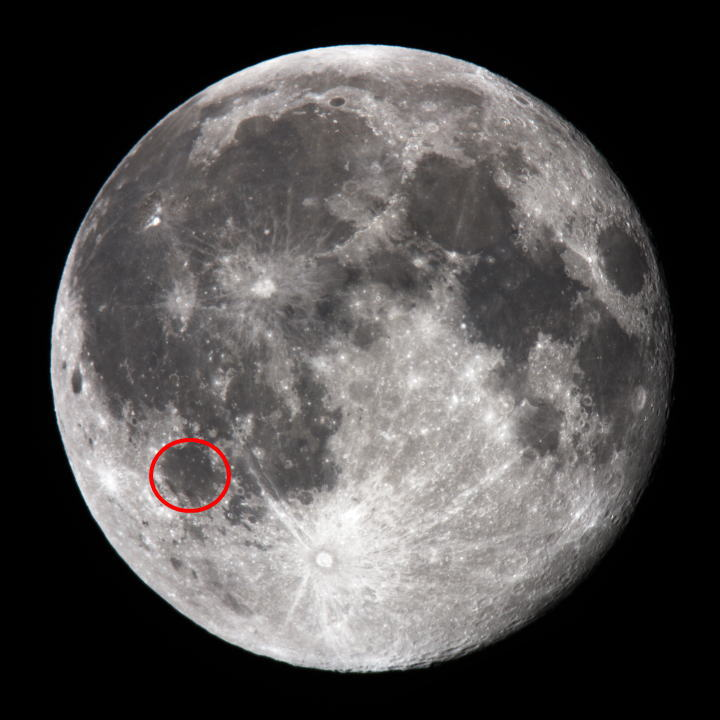
De locatie van Mare Humorum

## Naamgeving
De benaming Mare Humorum is afkomstig van Giovanni Battista Riccioli. Eerder gaven Michael van Langren en Johannes Hevelius er respectievelijk de benamingen Mare Venetum  en Sinus Sirbonis  aan.
Ten noordnoordoosten van Mare Humorum, omstreeks de doorgang naar het zuidelijke gedeelte van Oceanus Procellarum, ten oosten van Gassendi, bevinden zich een aantal gegroepeerde heuvels die op de Rand McNally maankaart de benaming Andreus hills hebben gekregen. Deze benaming is ook terug te vinden op de maankaart in Patrick Moore's Atlas of the Universe. Net ten oosten van de Andreus hills bevindt zich een formatie met diameter 60 kilometer die ten tijde van het Apolloprogramma de bijnaam The Helmet kreeg. Deze formatie toont, tijdens het waarnemen ervan gedurende volle maan, de opmerkelijke vorm van een helm. The Helmet herbergt de heuvels Herigonius eta (η) en Herigonius pi (π). Michael van Langren gaf aan de gegroepeerde heuvels de benamingen Badvari en Cornaro. Aan de formatie ten oosten daarvan gaf hij de benaming Contarini.

## Scherp begrensde rotsblokkenvelden op mareruggen
De mareruggen in het noordelijk gedeelte van Mare Humorum, nabij de zuidelijke rand van krater Gassendi, vertonen reeksen scherp begrensde velden bestaande uit rotsblokken met relatief hoog albedo. Dit soort rotsblokkenvelden komt ook voor in krater Vitello aan de zuidelijke rand van Mare Humorum. De individuele rotsblokken in deze velden zijn allen zichtbaar op hogeresolutiefoto's gemaakt d.m.v. de Lunar Reconnaissance Orbiter (LRO).

## Hasselblad foto's van Gassendi en de westelijke rand van Mare Humorum
Gedurende de missie van Apollo 16 in april 1972 werd het westelijke gedeelte van Mare Humorum vanuit omloop rond de maan gefotografeerd m.b.v. een Hasselblad camera, zie Magazine 120-V. De laatste foto's in dit magazine tonen het gebergte aan de noordwestelijke rand van Mare Humorum dat door de Britse selenograaf William Radcliffe Birt (1804-1881) de Percy mountains werd genoemd.